# Castell de Tèrme

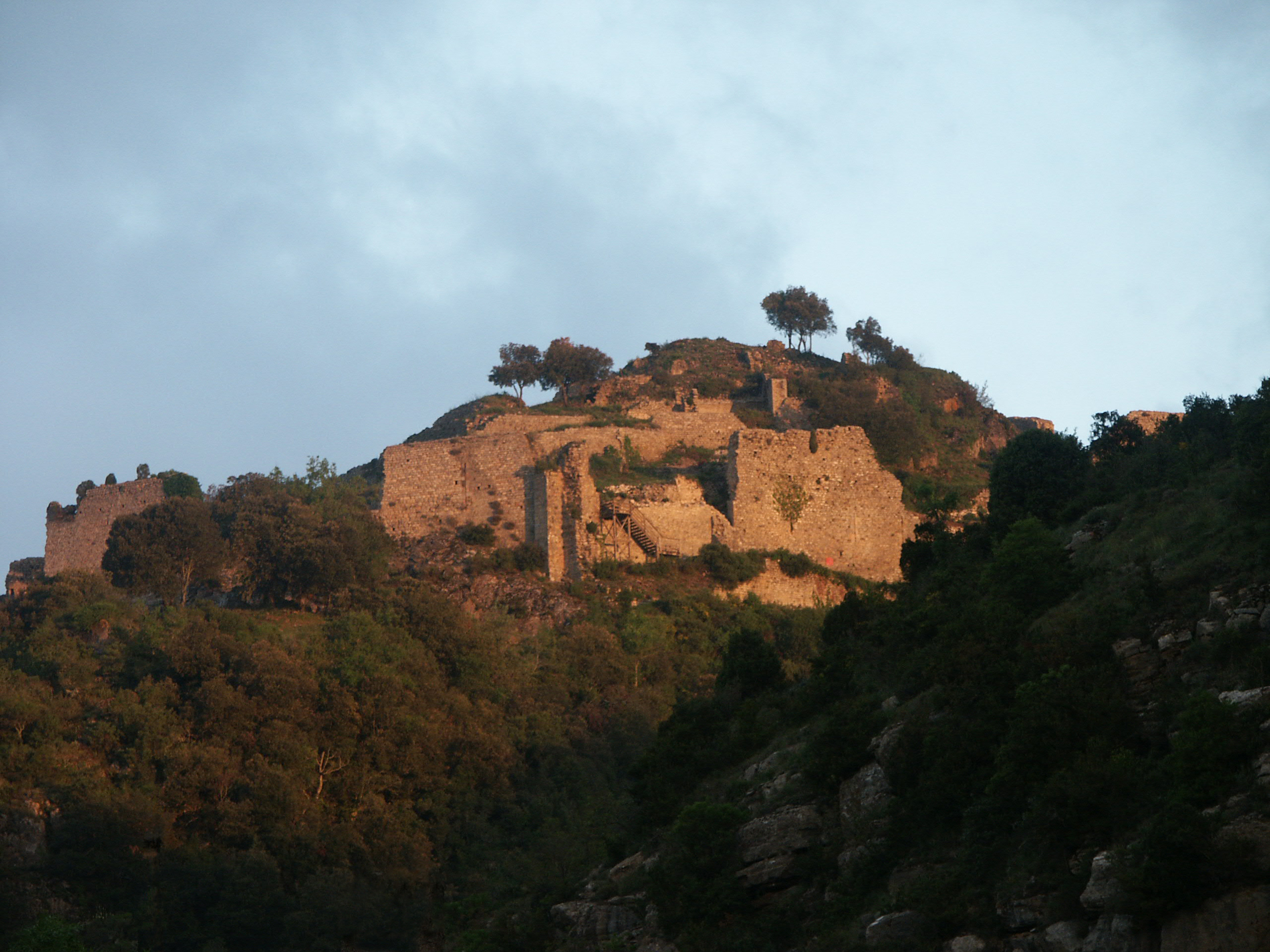
Vestigis del castell de Tèrme.

El castell de Tèrme és un castell dels anomenats càtars situat a la comuna francesa de Tèrme, pertanyent al departament de l'Aude, a mig camí entre Carcassona i Perpinyà. Edificat sobre un monticle amb suaus pendents, en tres dels seus costats es troba envoltat per barrancs, on destaquen les gorges de Terminet; sent així només accessible per la part meridional.

## Arquitectura del castell
Actualment no queden més que muralles derruïdes. Les ruïnes del castell de Tèrme formen un planta rectangular de dues muralles concèntriques, entre les quals es troba el camí de ronda, flanquejades per torres de vigilància arrodonides del segle xii, amb els vestigis de la torre de l'homenatge situada en el centre geomètric.
L'entrada principal del primer recinte es troba a la zona sud-est. La porta estava defensada per una barbacana i una torre amb parament. Una poterna defensada per una barbacana construïda sobre uns contraforts ocupa la part nord-oest; l'angle sud-oest està destruït completament.
En el segon recinte, més derruït, es troben dos recintes en els quals s'observen restes d'una rampa d'accés i de la porta, a l'angle sud-est. A la zona oest existeix una construcció rectangular amb una volta derruïda. Són les restes de la capella, amb una petita finestra cruciforme. L'angle sud-oest està defensat per una torre de vigilància derruïda.
Després de la Croada contra els Càtars, es va construir "Termenet", una petita fortificació avançada a poca distància del castell, al seu costat meridional. En aquest conjunt, pocs elements semblen d'abans de la croada; la majoria de vestigis són atribuïts a la segona meitat del segle xiii.

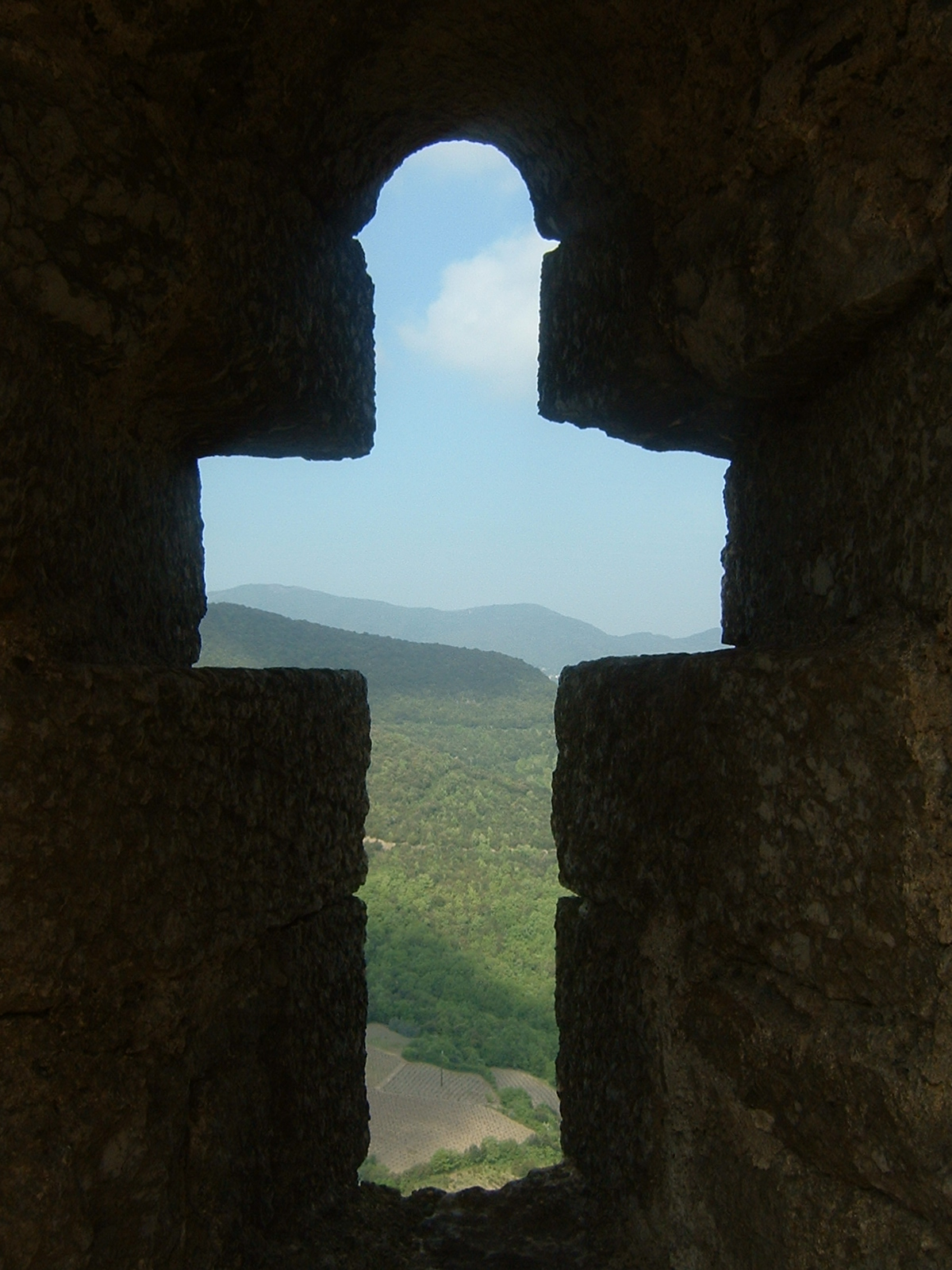
Finestra en forma de creu a la capella del castell.

## Història
La família senyorial de Tèrme és citada per primera vegada en textos escrits l'any 1061. Aquest llinatge dirigia una de les circumscripcions territorials més antigues de l'època feudal. El 1110 els senyors de Tèrme rendien homenatge al vescomte Trencavell de Carcassona i estaven en constant conflicte amb els abats de l'Abadia de Lagrassa per la possessió i titularitat d'unes mines.
Un document cursat entre Ramon de Tèrme i el seu germà Guillem, el 1163, aporta detalls sobre l'aspecte del castell en el segle xii. La torre de l'homenatge, en el centre i zona més alta del penyal estava dividida entre els dos germans. El document també esmenta l'existència d'una petita església dins del recinte emmurallat, que presumptament ha de ser l'església actual també en ruïnes.
En proclamar-se la croada albigesa, el castell de Tèrme va patir constants atacs per part dels croats, per la seva posició estratègica i per la forta implantació del catarisme entre els seus ocupants.
El setge de Tèrme, el 1210, que va imposar Simó de Montfort al castell i els dos burgs que es trobaven en les proximitats, els seus ocupants i al seu senyor, Raimon de Tèrme, acusat d'heretge, va esdevenir un cas particular dins de la croada contra fortaleses occitanes, en posseir catapultes tant setge-dors com assetjats.
Després de quatre mesos de continus d'assalts, la falta d'aigua i menjar van ser els que van obligar a rendir-se als senyors de Tèrme. Ramon de Tèrme va ser fet presoner i empresonat a la ciutat històrica fortificada de Carcassona.
En 1224, Olivier de Tèrme, fill de Raimon, va prendre de nou el castell fins que, a conseqüència del Tractat de Meaux, passar a ser de domini reial francès. El 1240 Olivier el torna a ocupar, coincidint amb l'ofensiva del vescomte Ramón Trencavell II per recuperar Carcassona, i va continuar oferint resistència contra els croats fins que, l'any 1246, va ser vençut i enviat a les croades a l'orient per ordre del rei francès Lluís IX.
Integrat ja en els anomenats "Cinc fills de Carcassona", a la frontera defensiva entre els dominis conquistats pel rei francès i els territoris de la Corona d'Aragó, va ser ocupat per guarnicions reals durant més de quatre segles i posteriorment abandonat. En ser ocupat per bandits que assolaven la regió, el rei de França va ordenar dinamitar-lo a mitjans del segle xvii (any 1653), quedant en ruïnes i derruït.
En el segle xx els vestigis van passar a ser propietat comunal de Tèrme i van ser declarades Monument històric de França el 1989.